# 33e régiment du génie
Le 33e régiment du génie (33e RG) est un régiment du génie de l´armée française.

## Première Guerre Mondiale

### Depuis 1945
Le 33e régiment du génie est un régiment du génie mis sur pied en cas de mobilisation à partir des 331e et 332e compagnies du génie de division d'infanterie de CASTELSARRASIN et doit être affecté à la 15e division d'infanterie (Limoges)